# Cython
Cython（/ˈsaɪθɒn/），是將Python結合部分C语法的程式語言，與Python的主要差別在於語法中加入了靜態類型，使用者可以維持大部分的Python語法，而不需要大幅度調整主要的程式邏輯與演算法。但由于会直接编译为二进制程序，所以性能较Python会有很大提升。
Cython典型的運用于编写Python扩展模块，以取得較高的執行效能。Cython將原始碼轉譯成C或C++語法後，自動包裝上函式呼叫界面生成.pyd（或.so，因作業系統而異）後綴的二進位檔，即可當成普通的Python函式庫。其性能一般遜於原生的C/C++函式庫，但由於Cython語法的易用性可以縮短開發時間。Cython也可以用於將C/C++程式碼封裝為Python函式庫。
Cython文件的擴展名為.pyx。在最基本的情況下，Cython代码看起來與Python代码完全一樣。 然而，雖然標準Python是動態類型的，但在Cython中，可以選擇提供類型，從而提高性能，並允許在可能的情況下將循環轉換為C循環。

## 語法

### 定義變數
可以使用關鍵字cdef定義變數
```
cdef
 
int
 
a
 
=
 
1

```

### 定義函數
可以使用關鍵字def、cdef、或cpdef定義函數。
```
cdef
 
int
 
f
(
int
 
x
):

    
return
 
x
 
+
 
1

```

使用關鍵字cdef定義的函數，會被Cython編譯成C語言，所以速度較快，但無法被Python使用；只有使用def或cpdef定義的函數可以在Python中使用。

### 定義結構
```
cdef
 
struct
 
x
:

  
int
 
y

  
float
 
z

```

### 使用 C 標頭檔
```
cdef
 
extern
 
from
 
"stdio.h"
:

    
int
 
puts
(
const
 
char
*
)

```

如果要使用C標準庫中的函數，也可以這樣寫：
```
from
 
libc.stdio
 
cimport
 
puts

```

### 使用 C++ 標頭檔
```
#distutils: language = c++

cdef
 
extern
 
from
 
"<vector>"
 
namespace
 
"std"
:

    
cdef
 
cppclass
 
vector
[
T
]
:

        
vector
()

        
void
 
push_back
(
T
&
)

        
T
&
 
operator
[](
int
)

        
T
&
 
at
(
int
)

```

或：
```
#distutils: language = c++

from
 
libcpp.vector
 
cimport
 
vector

```

## 編譯
```
cythonize
 
-3
 
-i
 
example.pyx

```

## 外部連結
- 官方网站
- GitHub上的Cython頁面